# 箱崎晋一朗
箱崎 晋一郎（はこざき しんいちろう、1945年2月17日 - 1988年7月25日）は、日本の歌手。
出身地は岩手県。身長は175cm。血液型はA型。趣味フィッシング。
デビュー当時の芸名は箱崎伸一郎で、1973年〜1974年頃に箱崎晋一郎に変わった。
デビュー前は、熱海のホテルのシンガーとしてステージに立っていたが、そのゆかりの地を織り込んでデビュー曲が『熱海の夜』になったという。
後年、箱崎晋一郎から箱崎晋一朗に改名したが、亡くなる前に再び箱崎晋一郎へ戻している。そのためTV、レコード、CD等で複数の表記が用いられている。

## 経歴
岩手県出身。
1964年に日本大学農獣医学部に入学（在学中は応援団に所属）。歌手を目指し、作曲家の佐伯としをに師事。曲及び作品作りを学ぶ。
1966年、熱海グランドホテルの専属歌手になり、大学を中退。
1967年、『熱海の夜』を自主制作。
1969年に『熱海の夜』でデビューする。発売当時、首都圏の保養地として代表的な都市だった熱海市のご当地ソングとして話題になり、大ヒットした。女心を甘く切ない歌声で歌い上げる独特のファルセットが特徴で、ムード歌謡の流行の波にも乗り、人気歌手の仲間入りを果たす。
しかし、『熱海の夜』以降はヒット曲に恵まれず低迷する。『抱擁』のヒットで再び脚光を浴びたが、それも一時なものに過ぎなかった。実力はありながらも好転しない生活が続き、一時は箱崎晋一朗と改名したりしたが、なかなか這い上がれずにいた。キャバレー回りばかり繰り返される歌手活動に見切りをつけ、ディレクター転身を決め、歌手として最後の曲として発表した『東京運河』が有線放送等でヒットの兆しを見せる最中、末期の肝臓癌で倒れ死去した。享年43。
6年の交際を経て1980年に結婚した妻・幸子は元ミスいわきで、二人の間に子供3人。妻は夫の死後、広告代理店で働きながらボイストレーナーに付き、新宿のクラブで歌いはじめ、1994年に赤坂に「ラウンジ エンブレイス(抱擁)」を開いた。2004年に帰郷し、福島県いわき市で「ラウンジ　抱擁」を開店。2022年に俳優の前田吟と出会い、数カ月の交際を経て再婚した。

## 代表曲
- 熱海の夜（1969年1月10日）- 作詞：荒川利夫、藤本美沙、作曲：山岡俊弘、編曲：川口真

70年代に録音されたバージョンも存在し、そちらではイントロがエレキギターである。
- 伊豆の雨（1969年6月10日）- 作詞：丹古晴己、作曲：大本恭敬、編曲：川口真
- 抱擁（1974年11月5日）- 作詞：荒川利夫、作曲：山岡俊弘、編曲：京建輔

「熱海の夜」のB面収録曲をアレンジを変え再リリース
- 意地っぱり（1980年）- 作詞：髙畠じゅん子、作曲：中川博之、編曲：荒木圭男
- ひとり神戸（1981年）- 作詞：小池あき、作曲：浜口庫之助、編曲：竜崎孝路
- 氷雨（1982年10月1日） - 佳山明生、日野美歌と競作。
- ブルー・ナイト・イン札幌（1983年）- 作詞：鈴木道明、作曲：鈴木道明、編曲：竜崎孝路 「熱海の夜（1979年）」のB面収録曲
- 骨までしみる（1985年）- 作詞：川内康範、作曲：市川昭介、編曲：池多孝春
- 東京運河（1988年）- 作詞：髙畠じゅん子、作曲：四方章人、編曲：

## テレビ出演
- 月曜・女のサスペンス 夏樹静子トラベルサスペンス「すれ違った女」（1988年6月13日、テレビ東京）